# Aleaciones de cobre

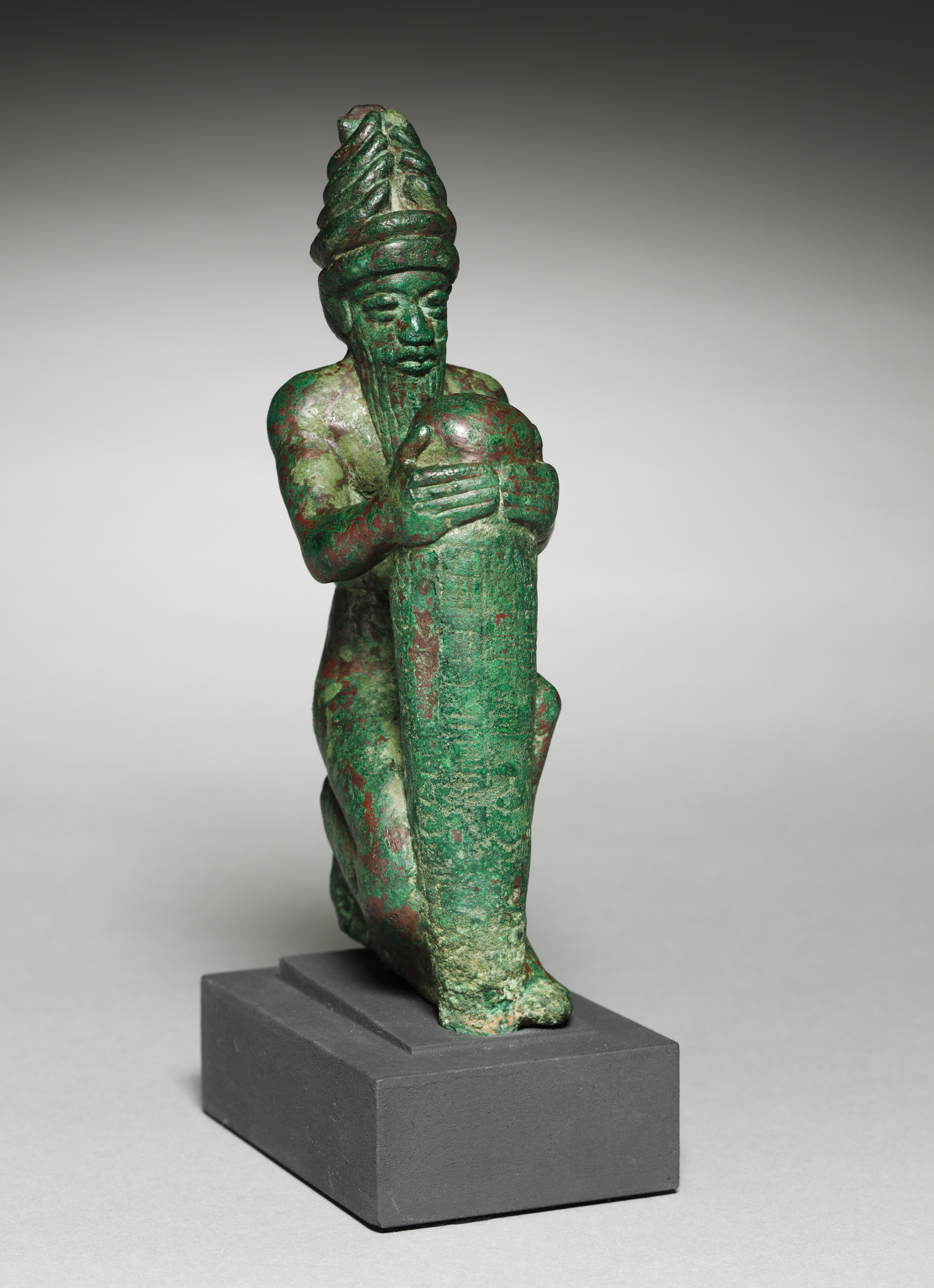
Ejemplo de un objeto de aleación de cobre: un "Clavo de base" neosumerio de Gudea, alrededor del 2100 a. C., hecho con el método de fundición a la cera perdida. Dimensiones totales: 17,5 × 4,5 × 7,3 cm, probablemente procedente del Irak moderno, ahora en el Museo de Arte de Cleveland (Cleveland, Ohio, EE. UU.)

Las aleaciones de cobre son compuestos metálicos en los que el cobre es el componente principal. Se caracterizan por su alta resistencia a la corrosión. Los dos tipos tradicionales más conocidos son el bronce, donde el estaño es una adición importante, y el latón, que usa zinc en su lugar. Para evitar la confusión entre las denominaciones de las dos aleaciones (especialmente en inglés, donde antiguamente se denominaban de forma indistinta como latten), hoy en día se tiende a utilizar en su lugar la expresión aleación de cobre, especialmente en los museos.

## Composición
La similitud en el aspecto externo de las diversas aleaciones, junto con las diferentes combinaciones de elementos que se utilizan para fabricar cada aleación, pueden generar confusión al categorizar las diferentes composiciones. Hay hasta 400 composiciones diferentes de aleaciones de cobre, agrupadas libremente en distintas categorías: cobre, aleación con alto contenido de cobre, latón, bronce, cuproníquel, cobre-níquel-zinc (alpaca), cobre al plomo y aleaciones especiales. La siguiente tabla enumera el principal elemento de aleación para cuatro de los tipos más comunes utilizados en la industria moderna, junto con el nombre de cada tipo. Los tipos históricos, como los que caracterizan la Edad del Bronce, son menos precisos, ya que la composición de las mezclas fue generalmente variable.
| Familia                    | Principal elemento aleado | Número UNS                  |
| -------------------------- | ------------------------- | --------------------------- |
| Aleaciones de cobre, latón | Zinc (Zn)                 | C1xxxx–C4xxxx,C66400–C69800 |
| Bronce fosforado           | Estaño (Sn)               | C5xxxx                      |
| Bronce de aluminio         | Aluminio (Al)             | C60600–C64200               |
| Bronce al silicio          | Silicio (Si)              | C64700–C66100               |
| Cuproníquel, alpaca        | Níquel (Ni)               | C7xxxx                      |

| Nombre | Composición nominal (porcentajes)                            | Forma y condición              | Límite elástico (compensación del 0,2 %, ksi) | Resistencia a la tracción (ksi) | Alargamiento en 2 pulgadas (porcentaje) | Dureza (Dureza Brinell) | Comentarios |
| --- | ------------------------------------------------------------ | ------------------------------ | --------------------------------------------- | ------------------------------- | --------------------------------------- | ----------------------- | --- |
| Cobre (ASTM B1, B2, B3, B152, B124, R133)                                                                        | Cu 99.9                                                      | Forjado                        | 10                                            | 32                              | 45                                      | 42                      | Equipos eléctricos, techos, mamparas |
| " | "                                                            | Estampado en frío              | 40                                            | 45                              | 15                                      | 90                      | " |
| " | "                                                            | Laminado en frío               | 40                                            | 46                              | 5                                       | 100                     | " |
| Metal dorado (ASTM B36)                                                                                          | Cu 95.0, Zn 5.0                                              | Laminado en frío               | 50                                            | 56                              | 5                                       | 114                     | Monedas, camisas de balas |
| Latón (ASTM B14, B19, B36, B134, B135)                                                                           | Cu 70.0, Zn 30.0                                             | Laminado en frío               | 63                                            | 76                              | 8                                       | 155                     | Adecuado para trabajarlo en frío; radiadores, tuberías, electricidad, cartuchería.                                                                         |
| Bronce fosforado (ASTM B103, B139, B159)                                                                         | Cu 89.75, Sn 10.0, P 0.25                                    | Comportamiento elástico        | —                                             | 122                             | 4                                       | 241                     | Alta resistencia a la fatiga y cualidades elásticas |
| Latón amarillo o alto (ASTM B36, B134, B135)                                                                     | Cu 65.0, Zn 35.0                                             | Templado                       | 18                                            | 48                              | 60                                      | 55                      | Buena resistencia a la corrosión |
| " | "                                                            | Estampado en frío              | 55                                            | 70                              | 15                                      | 115                     | " |
| " | "                                                            | Laminado en frío (HT)          | 60                                            | 74                              | 10                                      | 180                     | " |
| Bronce de manganeso (ASTM 138)                                                                                   | Cu 58.5, Zn 39.2, Fe 1.0, Sn 1.0, Mn 0.3                     | Templado                       | 30                                            | 60                              | 30                                      | 95                      | Forja |
| " | "                                                            | Estampado en frío              | 50                                            | 80                              | 20                                      | 180                     | " |
| Latón naval (ASTM B21)                                                                                           | Cu 60.0, Zn 39.25, Sn 0.75                                   | Templado                       | 22                                            | 56                              | 40                                      | 90                      | Resistencia a la corrosión salina |
| " | "                                                            | Estampado en frío              | 40                                            | 65                              | 35                                      | 150                     | " |
| Metal Muntz (ASTM B111)                                                                                          | Cu 60.0, Zn 40.0                                             | Forjado                        | 20                                            | 54                              | 45                                      | 80                      | Tubos de condensación |
| Bronce de aluminio (ASTM B169 alloy A, B124, B150)                                                               | Cu 92.0, Al 8.0                                              | Forjado                        | 25                                            | 70                              | 60                                      | 80                      | — |
| " | "                                                            | Dureza                         | 65                                            | 105                             | 7                                       | 210                     | " |
| Cobre al berilio (ASTM B194, B196, B197)                                                                         | Cu 97.75, Be 2.0, Co or Ni 0.25                              | Recocido, tratado en solución  | 32                                            | 70                              | 45                                      | B60 (Rockwell)          | Electricidad, válvulas, bombas, herramientas para yacimientos petrolíferos, trenes de aterrizaje aeroespaciales, soldadura robótica, fabricación de moldes |
| " | "                                                            | Laminado en frío               | 104                                           | 110                             | 5                                       | B81 (Rockwell)          | " |
| Latón de corte libre                                                                                             | Cu 62.0, Zn 35.5, Pb 2.5                                     | Estampado en frío              | 44                                            | 70                              | 18                                      | B80 (Rockwell)          | Tornillos, tuercas, engranajes, llaves |
| Alpaca (ASTM B122)                                                                                               | Cu 65.0, Zn 17.0, Ni 18.0                                    | Templado                       | 25                                            | 58                              | 40                                      | 70                      | Utensilios |
| " | "                                                            | Laminado en frío               | 70                                            | 85                              | 4                                       | 170                     | " |
| Alpaca (ASTM B149)                                                                                               | Cu 76.5, Ni 12.5, Pb 9.0, Sn 2.0                             | Fundición                      | 18                                            | 35                              | 15                                      | 55                      | Fácil de mecanizar; adornos, fontaneria |
| Cuproníquel (ASTM B111, B171)                                                                                    | Cu 88.35, Ni 10.0, Fe 1.25, Mn 0.4                           | Templado                       | 22                                            | 44                              | 45                                      | –                       | Condensadores, conductos de agua salada |
| " | "                                                            | Tuberías extrusionadas en frío | 57                                            | 60                              | 15                                      | –                       | " |
| Cuproníquel | Cu 70.0, Ni 30.0                                             | Forjado                        | –                                             | –                               | –                                       | –                       | Equipos de intercambio de calor, válvulas |
| Onzas de metal Aleación de cobre C83600 (también conocida como "latón rojo" o "metal de composición") (ASTM B62) | Cu 85.0, Zn 5.0, Pb 5.0, Sn 5.0                              | Moldeado                       | 17                                            | 37                              | 25                                      | 60                      | — |
| Metal de cañones (conocido como "latón rojo" en los EE. UU.)                                                     | Varias, con Cu 80-90%, Zn <5%, Sn ~10%, +otros elementos <1% |                                |                                               |                                 |                                         |                         | |

| Latón rojo                                   | 833 |     | 32  |    | 10 | 35 | 35       | 35 |
| Latón rojo                                   | 836 | 30  | 37  | 14 | 17 | 30 | 50–65    | 84 |
| Latón rojo                                   | 838 | 29  | 35  | 12 | 16 | 25 | 50–60    | 90 |
| Latón semi rojo                              | 844 | 29  | 34  | 13 | 15 | 26 | 50–60    | 90 |
| Latón semi rojo                              | 848 | 25  | 36  | 12 | 14 | 30 | 50–60    | 90 |
| Bronce al manganeso                          | 862 | 90  | 95  | 45 | 48 | 20 | 170–195† | 30 |
| Bronce al manganeso                          | 863 | 110 | 119 | 60 | 83 | 18 | 225†     | 8  |
| Bronce al manganeso                          | 865 | 65  | 71  | 25 | 28 | 30 | 130†     | 26 |
| Bronce de estaño                             | 903 | 40  | 45  | 18 | 21 | 30 | 60–75    | 30 |
| Bronce de estaño                             | 905 | 40  | 45  | 18 | 22 | 25 | 75       | 30 |
| Bronce de estaño                             | 907 | 35  | 44  | 18 | 22 | 20 | 80       | 20 |
| Bronce al estaño con plomo                   | 922 | 34  | 40  | 16 | 20 | 30 | 60–72    | 42 |
| Bronce al estaño con plomo                   | 923 | 36  | 40  | 16 | 20 | 25 | 60–75    | 42 |
| Bronce al estaño con plomo                   | 926 | 40  | 44  | 18 | 20 | 30 | 65–80    | 40 |
| Bronce al estaño con plomo                   | 927 | 35  | 42  |    | 21 | 20 | 77       | 45 |
| Bronce al estaño con alto contenido de plomo | 932 | 30  | 35  | 14 | 18 | 20 | 60–70    | 70 |
| Bronce al estaño con alto contenido de plomo | 934 | 25  | 32  |    | 16 | 20 | 55–65    | 70 |
| Bronce al estaño con alto contenido de plomo | 935 | 25  | 32  | 12 | 16 | 30 | 55–65    | 70 |
| Bronce al estaño con alto contenido de plomo | 936 | 33  | 30  | 16 | 21 | 15 | 79-83    | 80 |
| Bronce al estaño con alto contenido de plomo | 937 | 25  | 35  | 12 | 18 | 20 | 55–70    | 80 |
| Bronce al estaño con alto contenido de plomo | 938 | 25  | 30  | 14 | 16 | 18 | 50–60    | 80 |
| Bronce al estaño con alto contenido de plomo | 943 | 21  | 27  |    | 13 | 10 | 42–55    | 80 |
| Bronce de aluminio                           | 952 | 65  | 80  | 25 | 27 | 35 | 110–140† | 50 |
| Bronce de aluminio                           | 953 | 65  | 75  | 25 | 27 | 25 | 140†     | 55 |
| Bronce de aluminio                           | 954 | 75  | 85  | 30 | 35 | 18 | 140–170† | 60 |
| Bronce de aluminio                           | 955 | 90  | 100 | 40 | 44 | 12 | 180–200† | 50 |
| Bronce de aluminio                           | 958 | 85  | 95  | 35 | 38 | 25 | 150-170† | 50 |
| Bronce                                       | 878 | 80  | 83  | 30 | 37 | 29 | 115      | 40 |
| † Escala Brinell con 3000 kg de carga        |     |     |     |    |    |    |          |    |

| Familia                                      | CDA | ASTM     | SAE | SAE modificado | Federal        | Militar      |
| -------------------------------------------- | --- | -------- | --- | -------------- | -------------- | ------------ |
| Latón rojo                                   | 833 |          |     |                |                |              |
| Latón rojo                                   | 836 | B145-836 | 836 | 40             | QQ-C-390 (B5)  | C-2229 Gr2   |
| Latón rojo                                   | 838 | B145-838 | 838 |                | QQ-C-390 (B4)  |              |
| Latón semi rojo                              | 844 | B145-844 |     |                | QQ-C-390 (B2)  |              |
| Latón semi rojo                              | 848 | B145-848 |     |                | QQ-C-390 (B1)  |              |
| Bronce de manganeso                          | 862 | B147-862 | 862 | 430A           | QQ-C-390 (C4)  | C-2229 Gr9   |
| Bronce de manganeso                          | 863 | B147-863 | 863 | 430B           | QQ-C-390 (C7)  | C-2229 Gr8   |
| Bronce de manganeso                          | 865 | B147-865 | 865 | 43             | QQ-C-390 (C3)  | C-2229 Gr7   |
| Bronce de estaño                             | 903 | B143-903 | 903 | 620            | QQ-C-390 (D5)  | C-2229 Gr1   |
| Bronce de estaño                             | 905 | B143-905 | 905 | 62             | QQ-C-390 (D6)  |              |
| Bronce de estaño                             | 907 |          | 907 | 65             |                |              |
| Bronce al estaño con plomo                   | 922 | B143-922 | 922 | 622            | QQ-C-390 (D4)  | B-16541      |
| Bronce al estaño con plomo                   | 923 | B143-923 | 923 | 621            | QQ-C-390 (D3)  | C-15345 Gr10 |
| Bronce al estaño con plomo                   | 926 |          | 926 |                |                |              |
| Bronce al estaño con plomo                   | 927 |          | 927 | 63             |                |              |
| Bronce al estaño con alto contenido de plomo | 932 | B144-932 | 932 | 660            | QQ-C-390 (E7)  | C-15345 Gr12 |
| Bronce al estaño con alto contenido de plomo | 934 |          |     |                | QQ-C-390 (E8)  | C-22229 Gr3  |
| Bronce al estaño con alto contenido de plomo | 935 | B144-935 | 935 | 66             | QQ-C-390 (E9)  |              |
| Bronce al estaño con alto contenido de plomo | 937 | B144-937 | 937 | 64             | QQ-C-390 (E10) |              |
| Bronce al estaño con alto contenido de plomo | 938 | B144-938 | 938 | 67             | QQ-C-390 (E6)  |              |
| Bronce al estaño con alto contenido de plomo | 943 | B144-943 | 943 |                | QQ-C-390 (E1)  |              |
| Bronce de aluminio                           | 952 | B148-952 | 952 | 68A            | QQ-C-390 (G6)  | C-22229 Gr5  |
| Bronce de aluminio                           | 953 | B148-953 | 953 | 68B            | QQ-C-390 (G7)  |              |
| Bronce de aluminio                           | 954 | B148-954 | 954 |                | QQ-C-390 (G5)  | C-15345 Gr13 |
| Bronce de aluminio                           | 955 | B148-955 | 955 |                | QQ-C-390 (G3)  | C-22229 Gr8  |
| Bronce de aluminio                           | 958 |          |     |                | QQ-C-390 (G8)  |              |
| Bronce de silicio                            | 878 | B30      | 878 |                |                |              |

La siguiente tabla describe la composición química de varios grados de aleaciones de cobre.
| Familia                                                                             | CDA  | AMS         | UNS    | Cu [%] | Sn [%] | Pb [%]  | Zn [%]  | Ni [%]   | Fe [%] | Al [%] | Otros [%] |
| ----------------------------------------------------------------------------------- | ---- | ----------- | ------ | ------ | ------ | ------- | ------- | -------- | ------ | ------ | --------- |
| Latón rojo                                                                          | 833  |             | C83300 | 93     | 1.5    | 1.5     | 4       |          |        |        |           |
| Latón rojo                                                                          |      |             | C83400 | 90     |        |         | 10      |          |        |        |           |
| Latón rojo                                                                          | 836  | 4855B       | C83600 | 85     | 5      | 5       | 5       |          |        |        |           |
| Latón rojo                                                                          | 838  |             | C83800 | 83     | 4      | 6       | 7       |          |        |        |           |
| Latón semi rojo                                                                     | 844  |             | C84400 | 81     | 3      | 7       | 9       |          |        |        |           |
| Latón semi rojo                                                                     | 845  |             | C84500 | 78     | 3      | 7       | 12      |          |        |        |           |
| Latón semi rojo                                                                     | 848  |             | C84800 | 76     | 3      | 6       | 15      |          |        |        |           |
| Bronce de manganeso                                                                 |      |             | C86100 | 67     | 0.5    |         | 21      |          | 3      | 5      | Mn 4      |
| Bronce de manganeso                                                                 | 862† |             | C86200 | 64     |        |         | 26      |          | 3      | 4      | Mn 3      |
| Bronce de manganeso                                                                 | 863† | 4862B       | C86300 | 63     |        |         | 25      |          | 3      | 6      | Mn 3      |
| Bronce de manganeso                                                                 | 865  | 4860A       | C86500 | 58     | 0.5    |         | 39.5    |          | 1      | 1      | Mn 0.25   |
| Bronce al estaño                                                                    | 903  |             | C90300 | 88     | 8      |         | 4       |          |        |        |           |
| Bronce al estaño                                                                    | 905  | 4845D       | C90500 | 88     | 10     | 0.3 max | 2       |          |        |        |           |
| Bronce al estaño                                                                    | 907  |             | C90700 | 89     | 11     | 0.5 max | 0.5 max |          |        |        |           |
| Bronce al estaño con plomo                                                          | 922  |             | C92200 | 88     | 6      | 1.5     | 4.5     |          |        |        |           |
| Bronce al estaño con plomo                                                          | 923  |             | C92300 | 87     | 8      | 1 max   | 4       |          |        |        |           |
| Bronce al estaño con plomo                                                          | 926  | 4846A       | C92600 | 87     | 10     | 1       | 2       |          |        |        |           |
| Bronce al estaño con plomo                                                          | 927  |             | C92700 | 88     | 10     | 2       | 0.7 max |          |        |        |           |
| Bronce al estaño con alto contenido de plomo                                        | 932  |             | C93200 | 83     | 7      | 7       | 3       |          |        |        |           |
| Bronce al estaño con alto contenido de plomo                                        | 934  |             | C93400 | 84     | 8      | 8       | 0.7 max |          |        |        |           |
| Bronce al estaño con alto contenido de plomo                                        | 935  |             | C93500 | 85     | 5      | 9       | 1       | 0.5 max  |        |        |           |
| Bronce al estaño con alto contenido de plomo                                        | 937  | 4842A       | C93700 | 80     | 10     | 10      |         | 0.7 max  |        |        |           |
| Bronce al estaño con alto contenido de plomo                                        | 938  |             | C93800 | 78     | 7      | 15      |         | 0.75 max |        |        |           |
| Bronce al estaño con alto contenido de plomo                                        | 943  | 4840A       | C94300 | 70     | 5      | 25      |         | 0.7 max  |        |        |           |
| Bronce de aluminio                                                                  | 952  |             | C95200 | 88     |        |         |         |          | 3      | 9      |           |
| Bronce de aluminio                                                                  | 953  |             | C95200 | 89     |        |         |         |          | 1      | 10     |           |
| Bronce de aluminio                                                                  | 954  | 4870B 4872B | C95400 | 85     |        |         |         |          | 4      | 11     |           |
| Bronce de aluminio                                                                  |      |             | C95410 | 85     |        |         |         |          | 4      | 11     | Ni 2      |
| Bronce de aluminio                                                                  | 955  |             | C95500 | 81     |        |         |         | 4        | 4      | 11     |           |
| Bronce de aluminio                                                                  |      |             | C95600 | 91     |        |         |         |          |        | 7      | Si 2      |
| Bronce de aluminio                                                                  |      |             | C95700 | 75     |        |         |         | 2        | 3      | 8      | Mn 12     |
| Bronce de aluminio                                                                  | 958  |             | C95800 | 81     |        |         |         | 5        | 4      | 9      | Mn 1      |
| Bronce al silicio                                                                   |      |             | C87200 | 89     |        |         |         |          |        |        | Si 4      |
| Bronce al silicio                                                                   |      |             | C87400 | 83     |        |         | 14      |          |        |        | Si 3      |
| Bronce al silicio                                                                   |      |             | C87500 | 82     |        |         | 14      |          |        |        | Si 4      |
| Bronce al silicio                                                                   |      |             | C87600 | 90     |        |         | 5.5     |          |        |        | Si 4.5    |
| Bronce al silicio                                                                   | 878  |             | C87800 | 80     |        |         | 14      |          |        |        | Si 4      |
| Bronce al silicio                                                                   |      |             | C87900 | 65     |        |         | 34      |          |        |        | Si 1      |
| † La composición química puede variar para producir distintas propiedades mecánicas |      |             |        |        |        |         |         |          |        |        |           |

## Latones

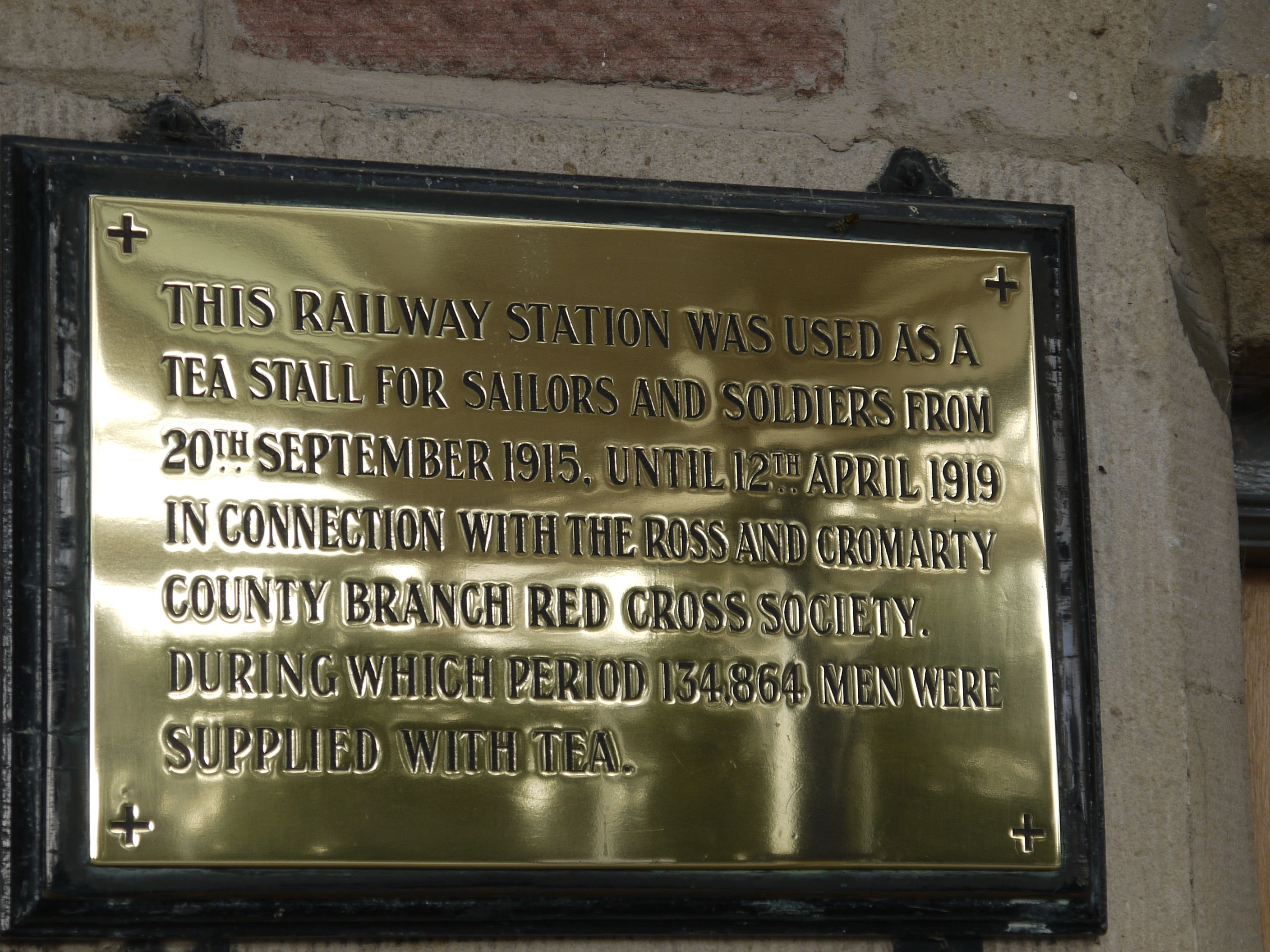
Placa conmemorativa de latón

Un latón es una aleación de cobre con zinc. Los latones suelen ser de color amarillo. El contenido de zinc puede variar entre un pequeño porcentaje y aproximadamente un 40 %. Siempre que se mantenga por debajo del 15%, no disminuye notablemente la resistencia a la corrosión del cobre.
Los latones pueden ser sensibles a la corrosión por lixiviación selectiva bajo ciertas condiciones, cuando el zinc se disocia de la aleación ("descincificación"), dejando una estructura de cobre esponjosa.
Ejemplos
- Oro nórdico

## Bronces

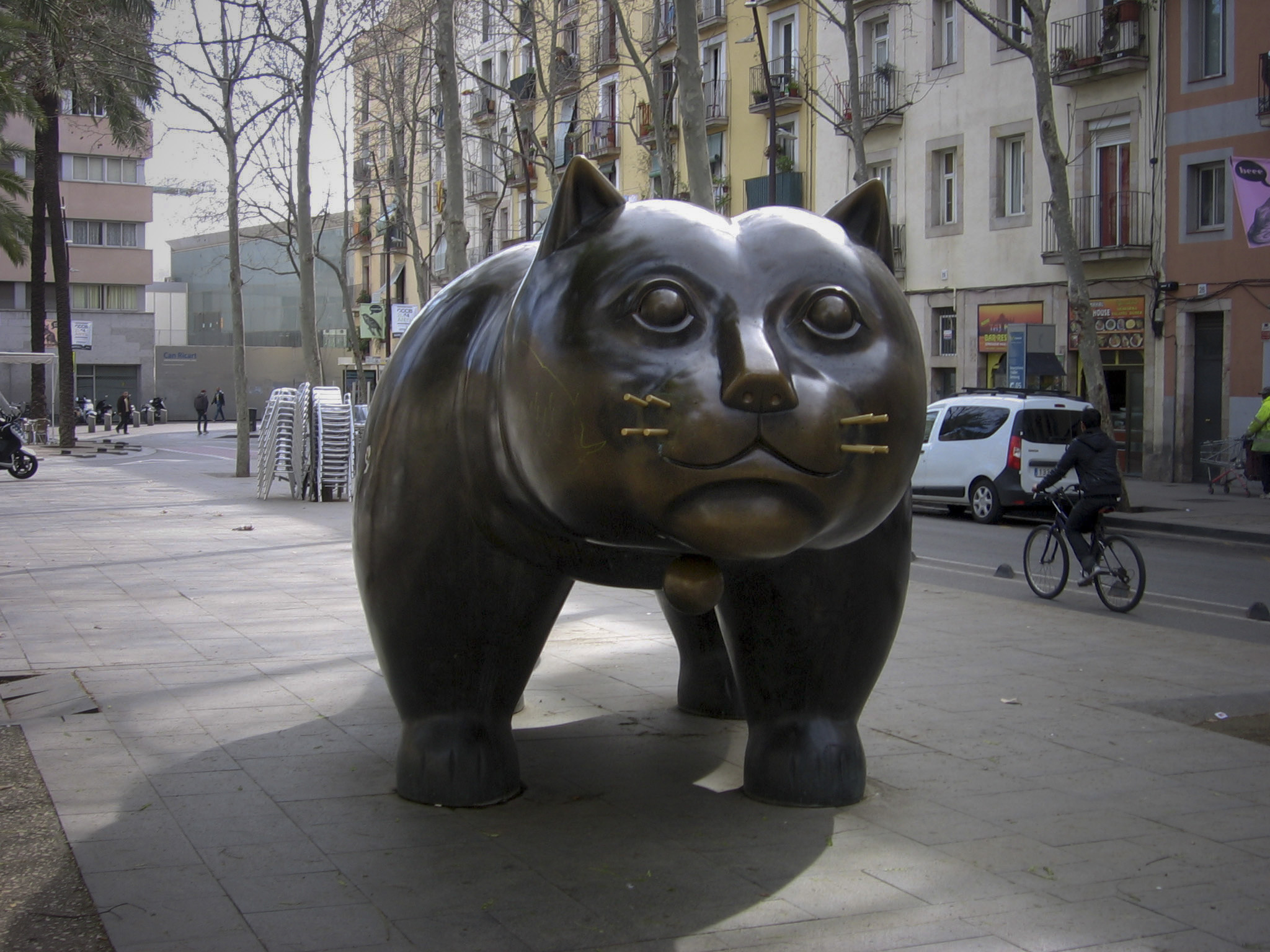
Escultura de bronce, obra de Fernando Botero

Un bronce es una aleación de cobre y otros metales, generalmente estaño, pero también aluminio y silicio.
- Los bronces al aluminio son aleaciones de cobre y aluminio. El contenido de aluminio oscila mayoritariamente entre el 5% y el 11%. A veces se añaden hierro, níquel, manganeso y silicio. Tienen mayor dureza y resistencia a la corrosión que otros bronces, especialmente en ambiente marino, y tienen baja reactividad a los compuestos de azufre. El aluminio forma una delgada capa de pasivación en la superficie del metal.

Ejemplos
- Metal de campana
- Bronce fosforado
- Bronce de níquel, como la alpaca y el cuproníquel
- Metal de espejos
- UNS C69100

## Aleaciones con metales preciosos

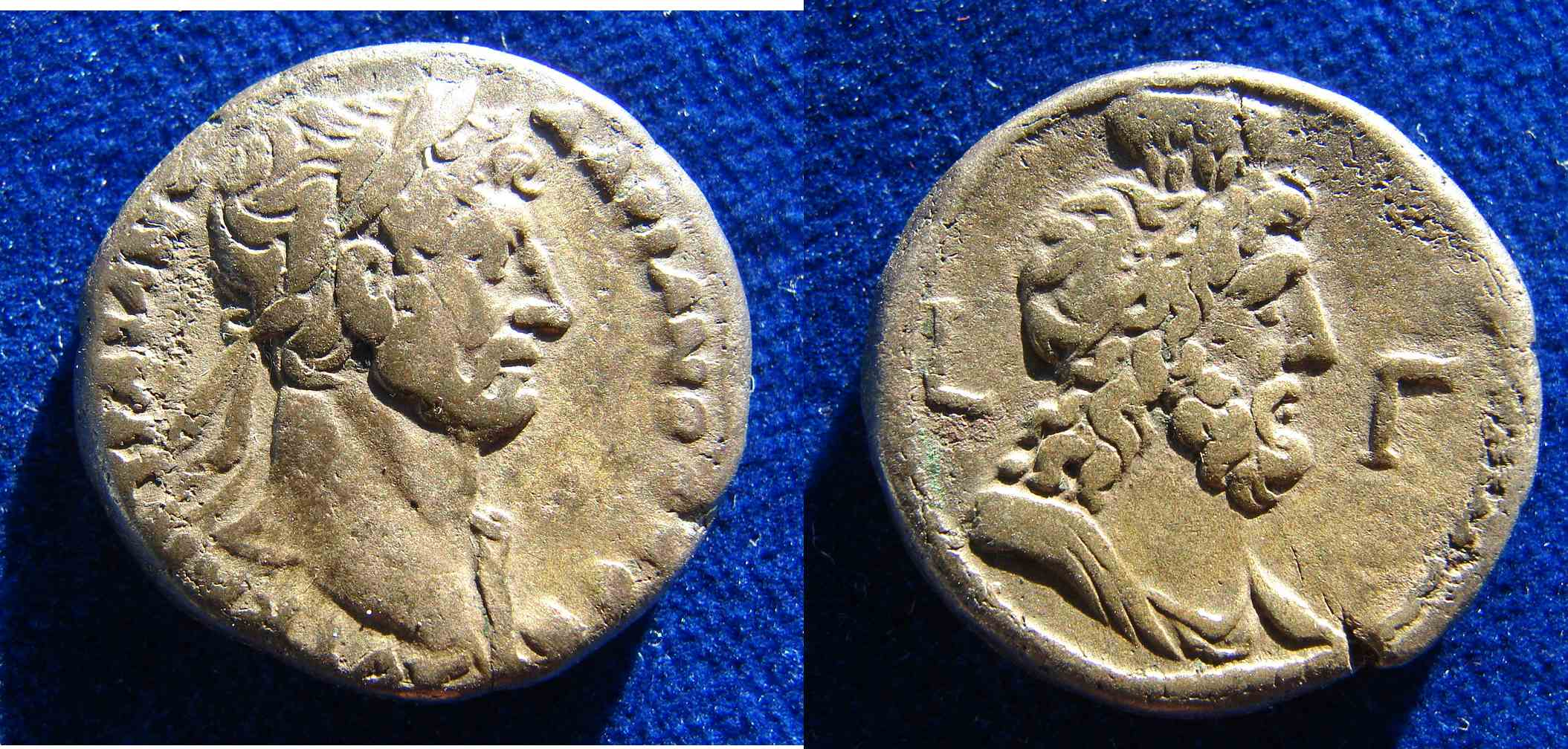
Moneda romana de vellón

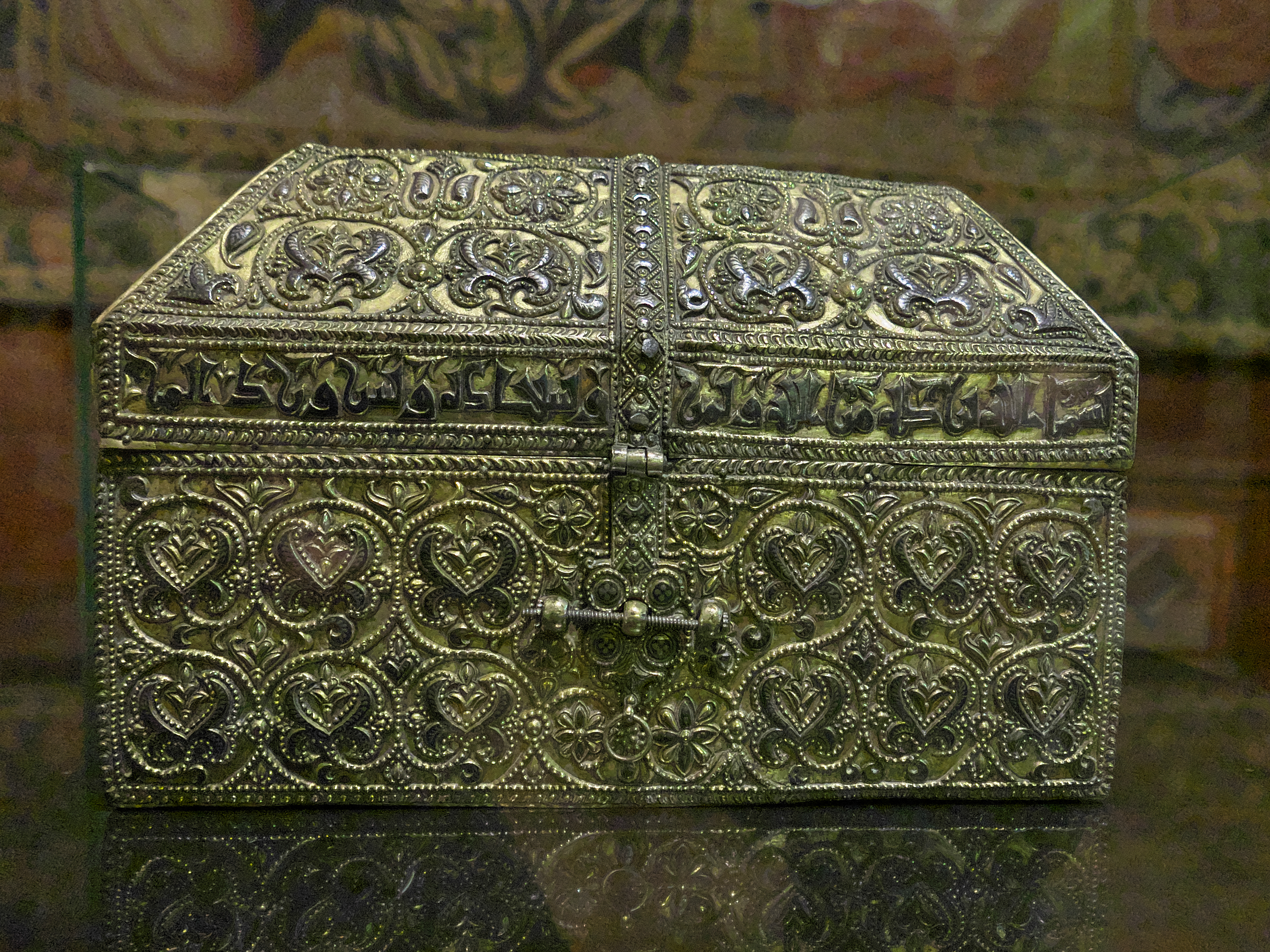
Arqueta de madera recubierta con plata nielada

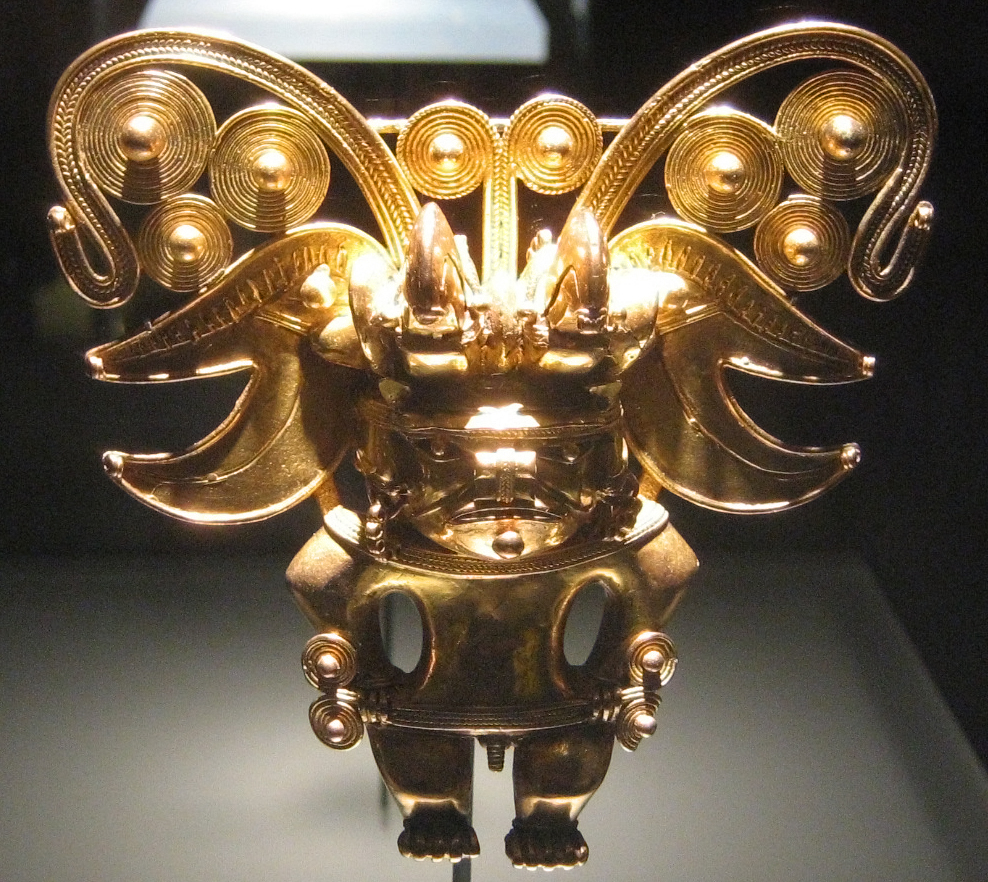
Pendiente precolombino de tumbaga

El cobre a menudo se alea con metales preciosos como el oro (Au) y la plata (Ag).
| Nombre                  | Cu [%] | Au [%] | Ag [%] | Otros [%]           |
| ----------------------- | ------ | ------ | ------ | ------------------- |
| Auricúprido             | †      | †      |        |                     |
| Ashtadhatu              | †      | †      | †      | Fe†, Hg†, Sn†, Zn†  |
| Vellón                  | †      |        | †      | Hg†                 |
| Plata china             | 58     |        | 2      | 17.5 Zn, 11.5 Ni,   |
| Bronce corintio         | †      | †      | †      |                     |
| CuSil                   | 28     |        | 72     |                     |
| Dymalloy                | 20     |        | 80     | C (diamante tipo I) |
| Electro, Oro verde      | 6-23   | 75-80  | 0-15   | 0-4 Cd              |
| Oro gris                | †      | †      |        | Mn†                 |
| Guanín                  | 25     | 56     | 18     |                     |
| Hepatizón               | †      | trazas | trazas |                     |
| Nielado                 | †      | †      |        | sulfuros de Pb†     |
| Panchaloha              | †      | †      | †      | Fe†, Sn†, Pb†, Zn†, |
| Oro rosado, rojo y rosa | 20-50  | 50-75  | 0-5    |                     |
| Spangold                | 18-19  | 76     |        | 5-6 Al              |
| Shakudō                 | 90-96  | 4-10   |        |                     |
| Shibuichi               | 40-77  | 0-1    | 23-60  |                     |
| Plata tibetana          | †      |        | †      | Ni†, Sn†            |
| Tumbaga                 | 3-97   | 3-97   |        |                     |
| Oro blanco              | †      | †      |        | Ni†, Zn†            |

† Cantidad no especificada